# Unterseeboot UC-52
Pour les autres navires du même nom, voir Unterseeboot 52.
L'Unterseeboot UC-52 est un sous-marin (U-Boot) mouilleur de mines allemand de type UC II utilisé par la Kaiserliche Marine pendant la Première Guerre mondiale. Le U-boot a été commandé le 12 janvier 1916 et lancé le 23 janvier 1917. Il a été mis en service dans la marine impériale allemande le 15 mars 1917 sous le nom de UC-52. En sept patrouilles, l'UC-52 a coulé 18 navires, soit par ses torpilles, soit par les mines qu’il avait posées. Il a notamment coulé le navire de transport de troupes italien Verona, tuant 880 soldats. L'UC-52 se rendit le 16 janvier 1919 et fut démantelé à Morecambe.

## Conception
Sous-marin de type UC II, l'UC-52 avait un déplacement de 434 tonnes en surface et de 511 tonnes en plongée. Il avait une longueur hors tout de 52,69 m, un maître-bau de 5,22 m et un tirant d'eau de 3,64 m. Le sous-marin était propulsé par deux moteurs diesel 6 cylindres à quatre temps produisant chacun 290 à 300 ch (210 à 220 kW), soit un total de 580 à 600 ch (430 à 440 kW), et par deux moteurs électriques produisant 620 ch (460 kW), actionnant deux arbres d'hélice.
Le sous-marin avait une vitesse maximale de 11,8 nœuds (21,9 km/h) en surface et de 7,2 nœuds (13,3 km/h) en immersion. Son autonomie était de 8820 à 9450 milles marins (16330 à 17500 km) à 7 nœuds (13 km/h) en surface, et de 56 milles marins (104 km) à 4 nœuds (7,4 km/h) en immersion. Il lui fallait 48 secondes pour plonger, et il était capable d’opérer à une profondeur maximale de 50 mètres.
L'UC-52 était équipé de trois tubes lance-torpilles de 500 mm, un à l’arrière et deux à l’avant, avec sept torpilles, et d’un canon de pont de 8,8 cm SK L/30. Mais son arme principale était ses six puits de mine de 1000 mm portant dix-huit mines UC 200. Son effectif était de vingt-six membres d’équipage.

## Affectations
- Flottille de Pola / Mittelmeer II : du 8 juillet 1917 au 11 novembre 1918

## Commandants
- Kapitänleutnant Ludwig Karl Sahl : du 15 mars au 27 septembre 1917
- Oberleutnant zur See Hellmuth von Doemming : du 28 septembre 1917 au 17 juillet 1918
- Oblt.z.S. Carl Heinrich Saß : du 18 juillet au 11 novembre 1918

## Navires coulés
| Date              | Nom                     | Nationalité      | Tonnage | Destin    |
| ----------------- | ----------------------- | ---------------- | ------- | --------- |
| 13 septembre 1917 | Arlequin                | Tunisie          | 6       | Coulé     |
| 13 septembre 1917 | Chère Rose              | Tunisie          | 28      | Coulé     |
| 13 septembre 1917 | Ortigia                 | Tunisie          | 17      | Coulé     |
| 13 septembre 1917 | Vittoria                | Tunisie          | 24      | Coulé     |
| 18 septembre 1917 | Cachalot                | Tunisie          | 17      | Coulé     |
| 31 mars 1918      | San Nicola              | United Kingdom   | 24      | Coulé     |
| 6 avril 1918      | Madonna delle Grazie B. | Royaume d'Italie | 105     | Coulé     |
| 9 avril 1918      | Sunik                   | United Kingdom   | 5017    | Endommagé |
| 10 avril 1918     | Airedale                | United Kingdom   | 3044    | Endommagé |
| 11 mai 1918       | Gigilla                 | Royaume d'Italie | 120     | Coulé     |
| 11 mai 1918       | Verona                  | Royaume d'Italie | 8261    | Coulé     |
| 14 mai 1918       | Woolston                | United Kingdom   | 2986    | Coulé     |
| 17 mai 1918       | Pietro Brizzolari       | Royaume d'Italie | 445     | Coulé     |
| 18 mai 1918       | HMS Chesterfield        | Royal Navy       | 1013    | Coulé     |
| 18 mai 1918       | Ninetta                 | Royaume d'Italie | 17      | Coulé     |
| 22 juin 1918      | Metamorphosis           | Grèce            | 130     | Coulé     |
| 24 juin 1918      | Maria                   | Grèce            | 25      | Coulé     |
| 24 juin 1918      | Sofia                   | Grèce            | 24      | Coulé     |
| 4 juillet 1918    | Cordova                 | Royaume d'Italie | 4933    | Coulé     |
| 7 juillet 1918    | Vergine Di Lourdes      | Royaume d'Italie | 55      | Coulé     |
| 7 juillet 1918    | Stalheim                | Norvège          | 1469    | Endommagé |
| 23 octobre 1918   | Ischia                  | Royaume d'Italie | 4050    | Endommagé |